# Riardo
Riardo is een gemeente in de Italiaanse provincie Caserta (regio Campanië) en telt 2494 inwoners (31-12-2004). De oppervlakte bedraagt 16,6 km², de bevolkingsdichtheid is 157 inwoners per km².

## Demografie
Riardo telt ongeveer 892 huishoudens. Het aantal inwoners daalde in de periode 1991-2001 met 4,7% volgens cijfers uit de tienjaarlijkse volkstellingen van ISTAT.
| Jaar | Inwoneraantal |
| ---- | ------------- |
| 1991 | 2633          |
| 2001 | 2509          |

## Geografie
De gemeente ligt op ongeveer 192 meter boven zeeniveau.
Riardo grenst aan de volgende gemeenten: Pietramelara, Pietravairano, Rocchetta e Croce, Teano, Vairano Patenora.